# Мемфис (Мисури)
Мемфис (енгл. Memphis) град је у америчкој савезној држави Мисури.

## Демографија
По попису из 2010. године број становника је 1.822, што је 239 (-11,6%) становника мање него 2000. године.
| Група             | 2000.         | 2010.         |
| Белци             | 2.030 (98,5%) | 1.790 (98,2%) |
| Афроамериканци    | 0 (0,0%)      | 3 (0,2%)      |
| Азијати           | 3 (0,1%)      | 1 (0,1%)      |
| Хиспаноамериканци | 11 (0,5%)     | 4 (0,2%)      |
| Укупно            | 2.061         | 1.822         |